# 愛子郵便局
愛子郵便局（あやしゆうびんきょく）は宮城県仙台市青葉区にある郵便局。民営化前の分類では集配特定郵便局であった。

## 沿革
日本における郵便制度の実施に遅れること2年、1874年（明治7年）12月16日に、初代所長（局長）加藤忠四郎の居宅に設けられた。愛子は江戸時代に宿場町として生まれ、この辺りでもっとも大きな町場をなしていたところである。以後、長く上愛子・下愛子・郷六を郵便物の集配区域とした。
- 1874年（明治7年）12月16日 - 愛子郵便取扱所[3]あるいは愛子駅郵便御用取扱所[4]として開設。
- 1875年（明治8年）1月1日 - 愛子郵便局（五等）となる。
- 1896年（明治29年）7月1日 - 為替・貯金取扱を開始。
- 1897年（明治30年）5月11日 - 局舎を広瀬村下愛子に移転[4]。
- 1956年（昭和31年）3月20日 - 大沢郵便局から電話交換事務の取扱を移管[5]。
- 1960年（昭和35年）3月28日 - 宮城町上愛子に建てられた国有局舎に移転[4]。
- 1967年（昭和42年）10月16日 - 大沢郵便局から和文電報配達事務を移管。
- 1968年（昭和43年）10月27日 - 電話交換業務を仙台電話局に移管。
- 1981年（昭和56年）11月9日 - 宮城郡宮城町上愛子から同町下愛子に移転[6]。
- 2007年（平成19年）3月5日 - 作並郵便局[7]から集配業務を移管[8]。同時に、仙台中央郵便局を統括センターとする配達センター化。
- 2007年（平成19年）10月1日 - 民営化に伴い、併設された郵便事業新仙台支店愛子集配センターに一部業務を移管。
- 2012年（平成24年）10月1日 - 日本郵便株式会社発足に伴い、郵便事業新仙台支店愛子集配センターを愛子郵便局に統合。
- 2025年（令和7年）3月3日 - 新仙台郵便局から青葉区折立、西花苑、茂庭の集配業務を移管[9]。

## 取扱内容
- 郵便、印紙、ゆうパック、内容証明
- 貯金、為替、振替、振込、国債
- 生命保険、バイク自賠責保険
- ゆうちょ銀行ATM
- 仙台市青葉区内の一部地域（〒989-31xx、989-34xx）の集配業務

### 出張所（局外設置ATM）
郵政民営化とともに、管轄はゆうちょ銀行仙台支店に変更されている。
- みやぎ生協愛子店内出張所（ホリデーサービス実施）
- ヨークベニマル仙台愛子店内出張所（ホリデーサービス実施）

## 周辺
- 仙台市青葉区役所宮城総合支所
- 仙台市広瀬文化センター
- 仙台市広瀬図書館
- 仙台市立愛子小学校
- 七十七銀行宮城町支店
- 国道48号
- 国道457号

## アクセス
- JR仙山線愛子駅から徒歩8分
- 仙台市営バス 愛子駅前停留所下車徒歩3分
- 東北自動車道 仙台宮城ICから西へ約5km
- 駐車場あり：8台